# Лу Гуймэн
Лу Гуймэ́н (кит. трад. 陸龜蒙, упр. 陆龟蒙, пиньинь Lù Guīmēng; умер в 881) — китайский поэт и литератор времен династии Тан.

## Биография
О дате рождения Лу Гуймэна нет сведений. Родом из уезда Усянь (современный Сучжоу провинции Цзянсу). Обстоятельства раннего периода его жизни недостаточно известны. Отказался от получения учёной степени. Некоторое время служил в Хучжоу, но впоследствии вернулся в родной город. Поселился близ реки Сунцзян в своём небольшом имении, где вёл жизнь отшельника. Умер в городе Пуле (современный Лучжи).

## Творчество
Лу Гуймэн был одним из известных поэтов времен падения империи Тан. Он создал сборники стихов «Сунлинь» и «Пули». Самыми известными являются стихи «Новые берега» и «Белый лотос». По таланту сравнивался с Пи Жисю, поэтому время "упадка Тан, когда творили оба эти поэты, современниками было названо «временем Пи и Лу».
Кроме таланта к стихосложению, прославился как теоретик литературы и автор публицистических произведений, значительную часть из которых составляют книги по агрономии.

## Издание сочинений
Quan Tangshi (собрание поэм Лу Гуймэна):
- Book 617, Book 618, Book 619, Book 620, Book 621, Book 622, Book 623, Book 624, Book 625, Book 626, Book 627, Book 628, Book 629, Book 630